# Trichomanes crispum
Espèce
Répartition géographique
Le Trichomane crépu - Trichomanes crispum - est une fougère de la famille des Hyménophyllacées.

## Description
Cette espèce a les caractéristiques suivantes :
- un long rhizome traçant et filiforme de couleur brun-sombre à noir ;
- des frondes de longueur très variable, mais pouvant dépasser 30 cm ;
- un limbe régulier, lancéolé, segmenté une fois ;
- les sores sont situés en majorité sur les segments à l'extrémité du limbe, à raison de deux à trois par segment et à son apex ;
- chaque sore porte une columelle très longue, foncée ;
- l'indusie est tubulaire.

## Distribution
Cette espèce, presque strictement terrestre, est présente en Amérique tropicale et aux Antilles (Guadeloupe et Martinique).

## Historique

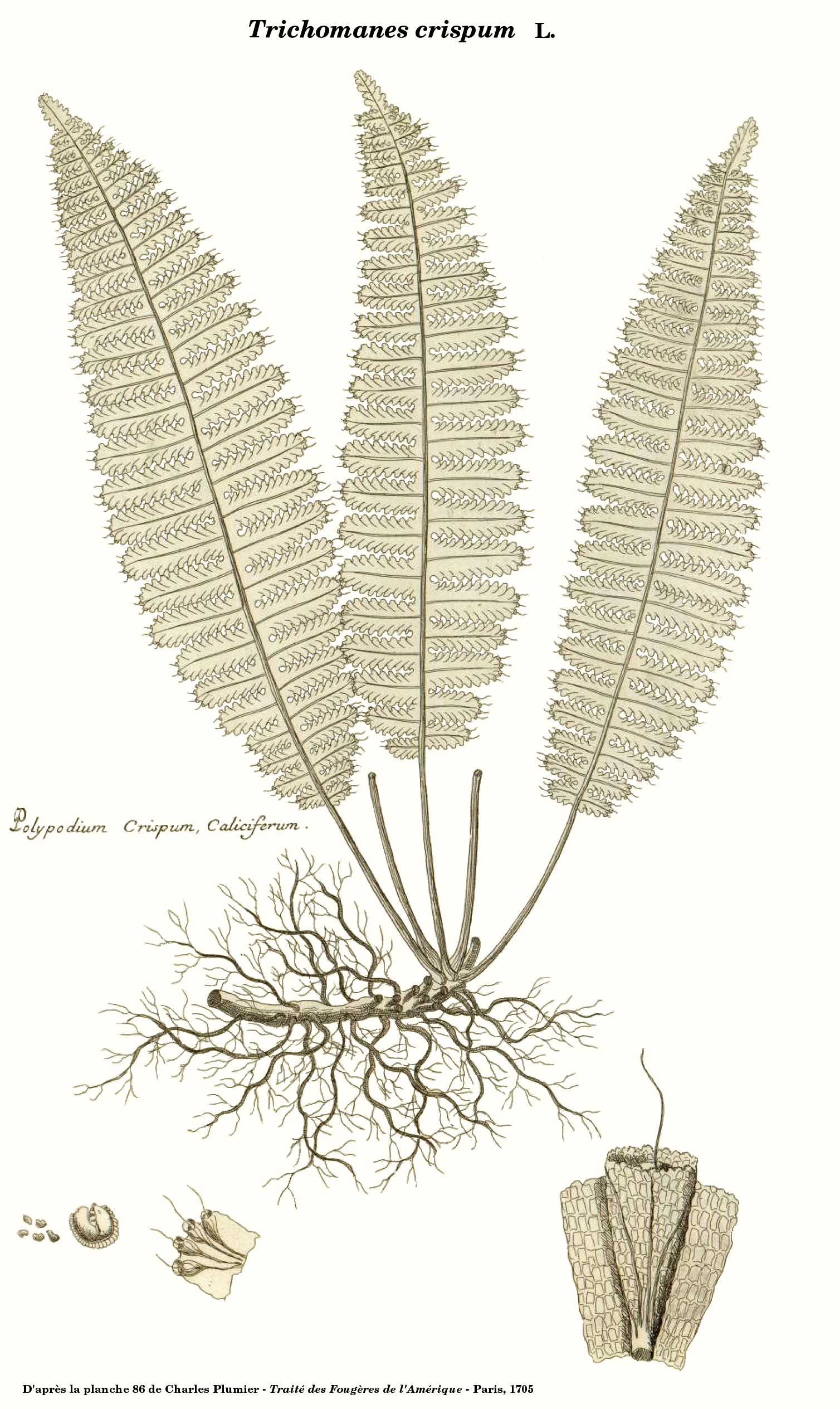
Planche de Charles Plumier

Charles Plumier produit une première description d'un exemplaire collecté en Martinique du Trichomane crépu en 1705.
En 1753, Carl von Linné reprend la description de la fougère de Charles Plumier en la dénommant Trichomanes crispum L.
En 1875, Karl Anton Eugen Prantl la déplace dans le genre Ptilophyllum : Ptilophyllum crispum (L.) Prantl.
Enfin, en 2006, Atsushi Ebihara et al. en font l'espèce type du sous-genre Trichomanes du genre Trichomanes.

## Nomenclature et systématique
Trichomanes crispum est classé dans le sous-genre Trichomanes dont elle est aussi l'espèce-type.
Synonymes : Ptilophyllum crispum (L.) Prantl, Trichomanes cristatum var. crispum (L.) Vareschi, Trichomanes pellucens Liebm. (pour cette dernière espèce, il s'agit d'un homonyme de Trichomanes pellucens Kunze).
Deux homonymes sont répertoriés :
- Trichomanes crispum Mett. (1856) - Voir Trichomanes vandenboschii P.G.Windisch - cet homonyme de Trichomanes crispum L. a été remplacé illégalement par Trichomanes undulatum Bosch puis par Trichomanes vandenboschii P.G.Windisch
- Trichomanes crispum Taton (1946)

Cette espèce est l'espèce type du genre Trichomanes.

### Sous-espèces et variétés
Les variétés reconnues sont les suivantes :
- Trichomanes crispum var. fastigiata (Sieber) Hieron. (1904) - (Synonyme : Trichomanes fastigiatum Sieber)
- Trichomanes crispum f. genuina Hieron. (1904) - Colombie
- Trichomanes crispum var. haenkeanum (C.Presl) C.Chr. (1905) - Pérou (Synonyme : Trichomanes haenkeanum C.Presl)
- Trichomanes crispum var. remotum Fée (1866) - Guadeloupe

Mais certaines variétés renvoient à d'autres espèces ou synonymes :
- - Trichomanes crispum f. remotum (Fée) Domin - Voir Trichomanes crispum  var. remotum Fée
  - Trichomanes crispum subsp. pellucens (Kunze) Hassl. - Voir Trichomanes pellucens Kunze
  - Trichomanes crispum var. plumosa Hieron. - Voir Trichomanes plumosum Kunze
  - Trichomanes crispum var. procerum (Fée) Jenman - Voir Hymenophyllum subgen. Sphaerocionium